# Reserva Extrativista Ipaú-Anilzinho
A reserva extrativista Ipaú-Anilzinho é uma unidade de conservação brasileira de uso sustentável da natureza, localizada no estado do Pará, com a totalidade de sua área compreendida no município de Baião.
A reserva foi criada em 14 de junho de 2005 através de Decreto Federal sem número tendo como objetivo assegurar a conservação e o uso sustentável dos recursos naturais renováveis tradicionalmente utilizados pelas populações extrativistas residentes em sua área de sua abrangência, protegendo dessa maneira seus meios de vida e sua cultura. Sua administração cabe atualmente ao Instituto Chico Mendes de Conservação da Biodiversidade (ICMBio)

## Caracterização da área
Abrangendo 55 834,22 ha, a área da reserva extrativista é utilizada por populações extrativistas tradicionais, cuja subsistência baseia-se no extrativismo e, complementarmente, na agricultura de subsistência e na criação de animais de pequeno porte.

### Flora
A flora da reserva extrativista constituí-se de floresta tropical alterada com castanha do brasil, seringueiras, virola, massaranduba, bacuri e especies de madeira de lei. A mata secundária é de capoeira e outras especies nativas com vegetação típica de varzea, como açai, palmeiras diversas e áreas de pastagem. A área não possui espécies endêmicas, todas são endêmicas da região amazônica.